# الخطوط التونسية السريعة الرحلة 1153
 طائرة رحلة رقم 1153 التابعة لشركة الخطوط الدولية التونسية وهي من نوع إيه تي آر 72 ورقم التسجيل هو TS-LBB، كانت في رحلة من مطار باري الدولي في مدينة باري الإيطالية إلى مطار جربة جرجيس الدولي بجزيرة جربة التونسية. سقطت بالبحر بتاريخ 6 أغسطس 2005 بعد نفاد الوقود. كابتن الطائرة واسمه شفيق الغربي ومساعده المدعو علي شكري حرباوي
وسبب سقوط الطائرة هو تقني بحت، حيث بالخطأ وُضع عداد وقود يصلح لطائرة من نوع إيه تي آر 42 ولكنه صغير نوعا ما لطائرة إيه تي آر 72، وقد وُضعت كمية وقود في باري مناسبة اعتمادا على قراءة العداد نفسه، ولم يكن الطاقم الطائر يعلم بأن الكمية أقل من المطلوب، مما أدى لنفاد كمية الوقود خلال منتصف الطريق. وقد طلب الهبوط الاضطراري في باليرمو بصقلية، ولكن الطائرة لم تتمكن من الوصول إلى المطار مما أدى إلى سقوطها في البحر.
وقد توقف المحرك الأيمن عن العمل على ارتفاع 23,000 قدم (7,000 م)، ثم توقف المحرك الأيسر مما حدا بالطائرة بالنزول إلى مستوى 17,000 قدم (5,200 م)، والطيران بشكل شراعي دون الحاجة للمحركات لمدة 17 دقيقة قبل أن تسقط بالبحر على مسافة 23 ميلا (43 كيلومتر) شمال شرق مطار باليرمو الدولي. وقد انشطرت الطائرة إلى 3 أجزاء جراء الصدمة.

## الركاب
مات أحد أفراد الطاقم الأربعة التونسيين و15 راكبا من بين ال35، وقد كان هناك مهندس استدعاه الكابتن بعد توقف المحركات، لذا فهو يعتبر راكب وليس من ضمن الطاقم الطائر جميع الركاب القتلى إيطاليين، ماعدا المهندس وأحد المضيفين فهما تونسيان. وقد أشار الفحص الطبي للجثث إلى أن معظمهم مات جراء الاصطدام بالبحر. الغريب أن الناجون كانوا بالمقاعد الخلفية من الطائرة، بينما الغرقى كان معظمهم بالمقاعد الأمامية.

## التحقيقات

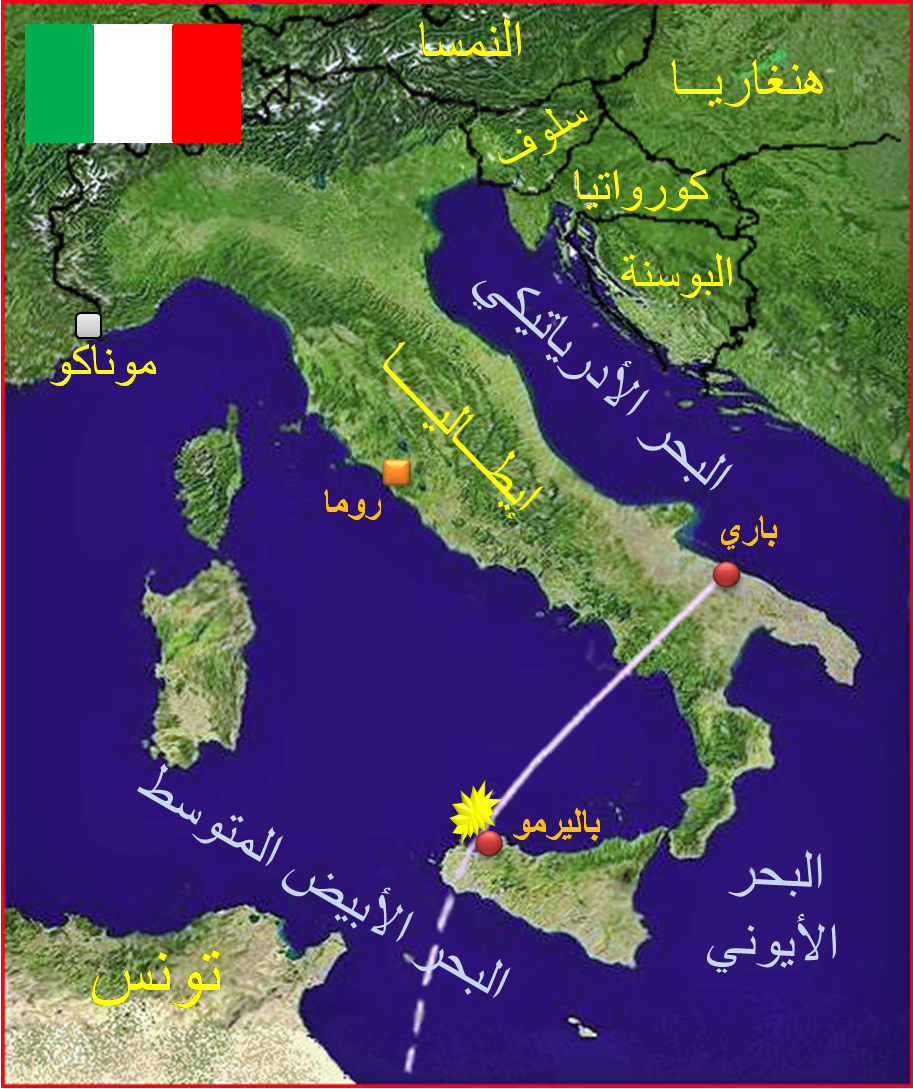
خط سير الرحلة

النقاط الخضراء يشير إلى الركاب الناجون، والحمراء يشير إلى القتلى، أما المهندس الموجود بغرفة القيادة فقد كان راكب ولم يكن من ضمن الطاقم وقد استدعاه الكابتن عند حدوث تلك الأزمة

أكدت التحقيقات بأن عداد الوقود أعطى قراءة للوقود وهي 2,700 كغم عند الوصول لمدينة باري، ولكن الكمية الحقيقية الموجودة كانت 305 كغم، وهي قراءة كان المفروض ان تعطي تنبيه للطيارين بقلة الوقود ولكن لم يحصل التنبيه لأن العداد المزود للطائرة هو للطائرات ذات الحجم الأصغر ATR-42، فطلب الكابتن إضافة 265 كغم وقود للطائرة. فأصبح المجموع الحقيقي للوقود الذي أقلعت به الطائرة هو 570 كغم.
يقول المحققون بأن بإمكان الطائرة أن تصل إلى باليرمو من خلال الريح المساندة، وبتوجيه مراوح المحركات بزاوية تجعل الرياح تضربها مما يمكن الطائرة من الطيران الشراعي حتى الوصول إلى مطار باليرمو، وهو مالم يفعله الطيارون -حسب المحققون-، فعندما توقف المحرك الآخر عن العمل لم يخفض الطاقم من سرعة الطائرة للحصول على السرعة المثلى من الطيران الشراعي بالنسبة لهذا النوع من الطائرات (ATR 72) لكي يصل إلى أبعد مدى. فعندما تم عمل طيران تشبيهي بالتجهيزات الموجودة في فرنسا وبنفس السيناريو، فإن الاختيار تمكن من الوصول إلى مطار باليرمو بواسطة توجيه المراوح وتقليل السرعة إلى السرعة الشراعية المثلى، وإن يؤخذ بالحسبان بأن الطيار التشبيهي لم يكن بحالة خطر وهو قد اختار أن يطير شراعيا. كابتن تلك الطائرة اهتم بمحاولة تشغيل المحركات وهو لا يعلم بأن الخزانات خاوية من الوقود، ولم يعمل بإجراء عمل توجيه للمراوح. فعندما لم تعمل المرواح بدأ الطيار بالتركيز على أفضل مكان للهبوط على المياه مع العلم بأن جميع العدادات وأجهزة الاتصال تعمل بشكل جيد. فقبل الارتطام بالماء رفع الكابتن مقدمة الطائرة 9 درجات لكي تتمكن الطائرة من الانزلاق على الماء بدلا من الارتطام، فيسهل على الناجون من الركاب النجاة من الطائرة. اقترح المحققون في تقريرهم النهائي بأن على شركات الطيران عمل تدريبات للطيارين لمحاكاة مثل تلك الظروف الاستثنائية.

## نتائج الحادث
عوضت شركات التأمين كل عوائل الضحايا والناجين ب 20,000 €. وبتاريخ 7 سبتمبر منعت الحكومة الإيطالية شركة الخطوط الدولية من التحليق في أجوائها. وقد تم تغيير مسمى تلك الشركة إلى شركة الطيران السابع وبدات بالتحليق مرة أخرى في الأجواء الإيطالية عام 2007.

### إدانة جنائية
في 23 مارس أدانت المحكمة الإيطالية الطيار شفيق غربي وحكمت عليه ب 10 سنوات سجن بسبب القتل غير المتعمد. فالمدعون العامون قالوا بأن بعد توقف محركات الطائرة عن العمل، فإن الغربي لم يتبع تعليمات الطوارئ في مثل تلك الحالة، لأنه لو عمل بما هو مطلوب منه عند مثل تلك الحالات فإنه سيصل إلى مدرج 25 التابع لمطار باليرمو أو المدرج الرئيسي رقم 20. وقال الشهود بأنه قد أصابته حالة من الارتباك وبدأ بالدعاء بصوت عال، بدلا من المحاولة للوصول بالطائرة إلى أقرب مطار. وفي التسجيل الخاص بالصندوق الأسود الصوتي تم الاستماع إلى مقاطع ومداخلات دينية خلال آخر 5 دقائق قبل السقوط، مثل «ارحمنا يارب»، مع تكرار مخاطبة الطيار للبرج بأن الطائرة بعيدة عن الوصول إلى المطار، ومفضلا السقوط بالقرب من أي سفينة لكي يتمكن الركاب من النجاة عبرها، أو فإنه سيحاول مرة أخرى تشغيل المحركات.

## وصلات خارجية
- تسجيل صوتي لقمرة القيادة قبل الهبوط الاضطراري
- حوار إذاعي مع الطيارين وملخص لأهم الأحداث بالصوت